# ラファエル・デ・ノガレス・メンデス

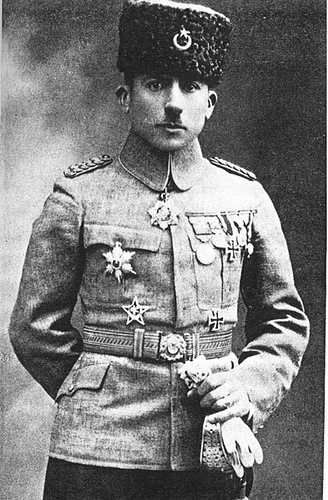
第一次世界大戦頃、オスマン帝国軍将校の制服を着たメンデス

ラファエル・インズハオスペ・メンデス（Rafael Inchauspe Méndez, 1879年10月14日 - 1936年6月10日）、またはラファエル・デ・ノガレス・メンデス(Rafael de Nogales Méndez)は、ベネズエラ出身の軍人、作家、冒険家。第一次世界大戦にはオスマン帝国の軍人として従軍した。彼は世界各地を旅し、また多くの戦争に従軍した。

## 若年期
1879年、タチラ州サン・クリストバルにて生を受ける。青年期に父の意志を受け欧州各地（ドイツ、ベルギー、スペインなど）の大学に通った為、彼は複数の言語を流暢に話した。しかし、やがて彼は軍人に憧れを抱くようになり、戦争が起こる度に現地へと旅行するようになる。19世紀末と20世紀初頭、彼はいくつかの紛争に従軍した。米西戦争ではスペイン側について戦ったほか、1902年にはベネズエラ解放革命、1904年には日露戦争にも参加した。1908年、フアン・ビセンテ・ゴメスによるクーデターの後にベネズエラへ帰国する。

## 第一次世界大戦
第一次世界大戦が始まると、メンデスは欧州諸国の軍隊で志願するが受け入れられず、最終的にはオスマン帝国陸軍への入隊を果たす。彼はカフカース戦線に従軍し、野戦昇進を重ね最終的に少佐になった。ヴァン攻囲戦の折には憲兵隊(gendarmerie)の一部を率いて包囲下に留まっていた。
その後、彼はコーカサスからシナイ・パレスチナ戦線に移る。後にドイツ帝国皇帝ヴィルヘルム2世より鉄十字章が送られている。

## 戦後
戦後、彼はニカアグラの革命家アウグスト・セサル・サンディーノの元で戦った。その後はクロンダイク・ゴールドラッシュ最中のアラスカに移り住んだ後、アリゾナ州にてカウボーイになった。
1936年、パナマ市にて死去。

## 著書
彼は自らの経験について何冊かの本を著している。
- Memorias del general Rafael de Nogales Méndez
- Cuatro años bajo la Media Luna - オスマン帝国軍人としての経験に関する本
- El saqueo de Nicaragua
- Cuatro años bajo la Media Luna - トルコ当局によるアルメニア人迫害に関する本